# O Fauno de Mármore

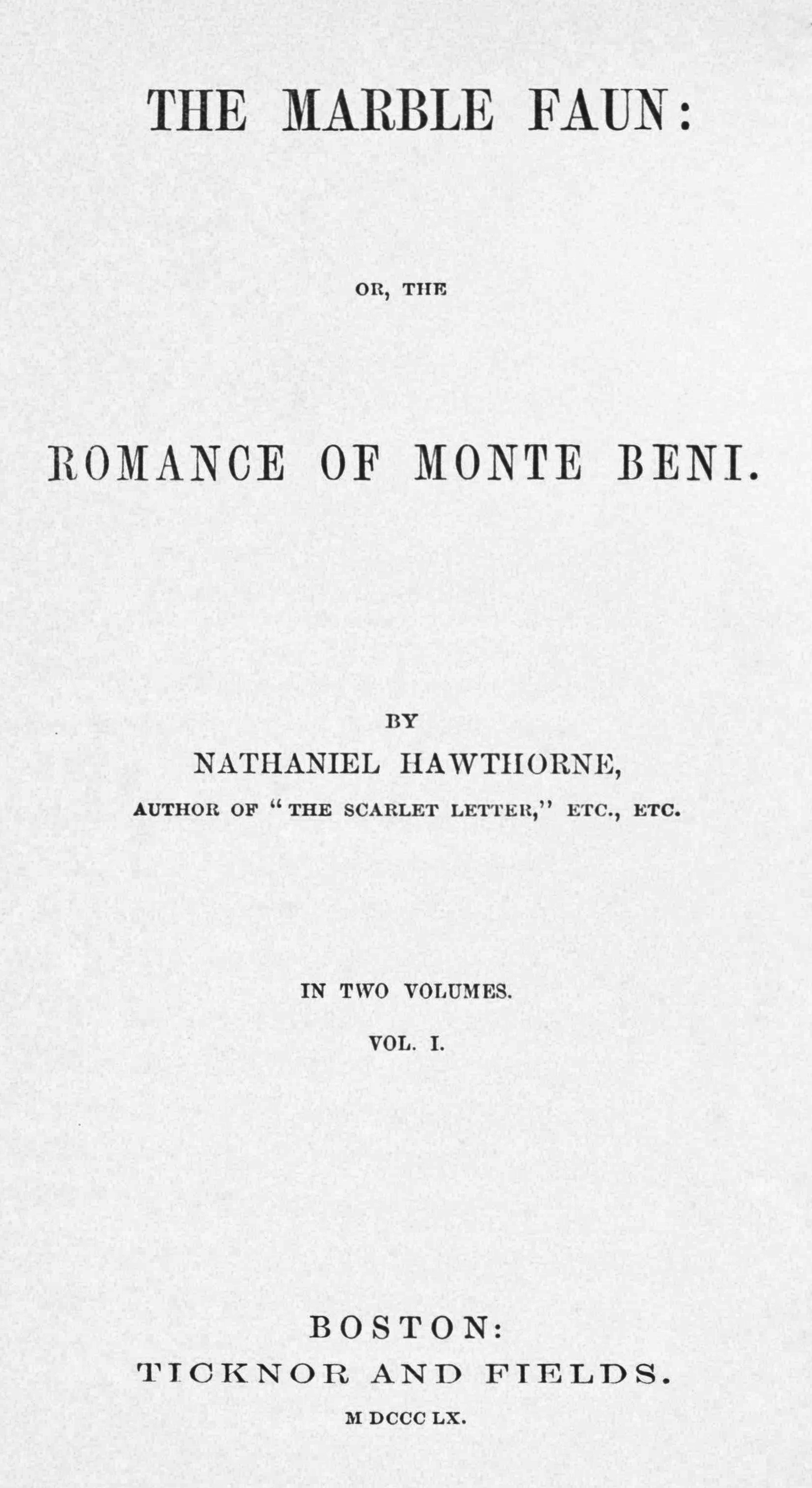
Título da primeira edição.

O Fauno de Mármore (no original, The Marble Faun) foi o último dos quatro grandes romances por Nathaniel Hawthorne, publicado em 1860.
Depois de publicar The Blithedale Romance em 1852, Hawthorne, aproximando-se dos cinquenta anos, afastou-se das publicações e obteve uma nomeação política como cônsul dos Estados Unidos em Liverpool, na Inglaterra, cargo que ocupou de 1853 a 1857. Em 1858, Hawthorne e sua esposa Sophia Peabody mudaram-se para Itália por um ano e meio.

O Fauno de Mármore é a mais insólito romance de Hawthorne e, possivelmente, uma das mais estranhas grandes obras de ficção norte-americana. Escrito na véspera da Guerra Civil Americana, Hawthorne definiu sua história em uma sensacional Itália. O romance mistura elementos de um conto, pastoral, romance gótico e guia de viagens. O clímax vem antes do meio da história, e Hawthorne intencionalmente não consegue dar resposta a muitas das perguntas dos leitores sobre os personagens e da trama. Reclamações sobre isto levaram Hawthorne a adicionar um burlesco postscriptum na segunda edição, onde ele continuou a falhar - propositadamente - a responder a maioria destas perguntas.